# Catedral del Santísimo Sacramento (Detroit)

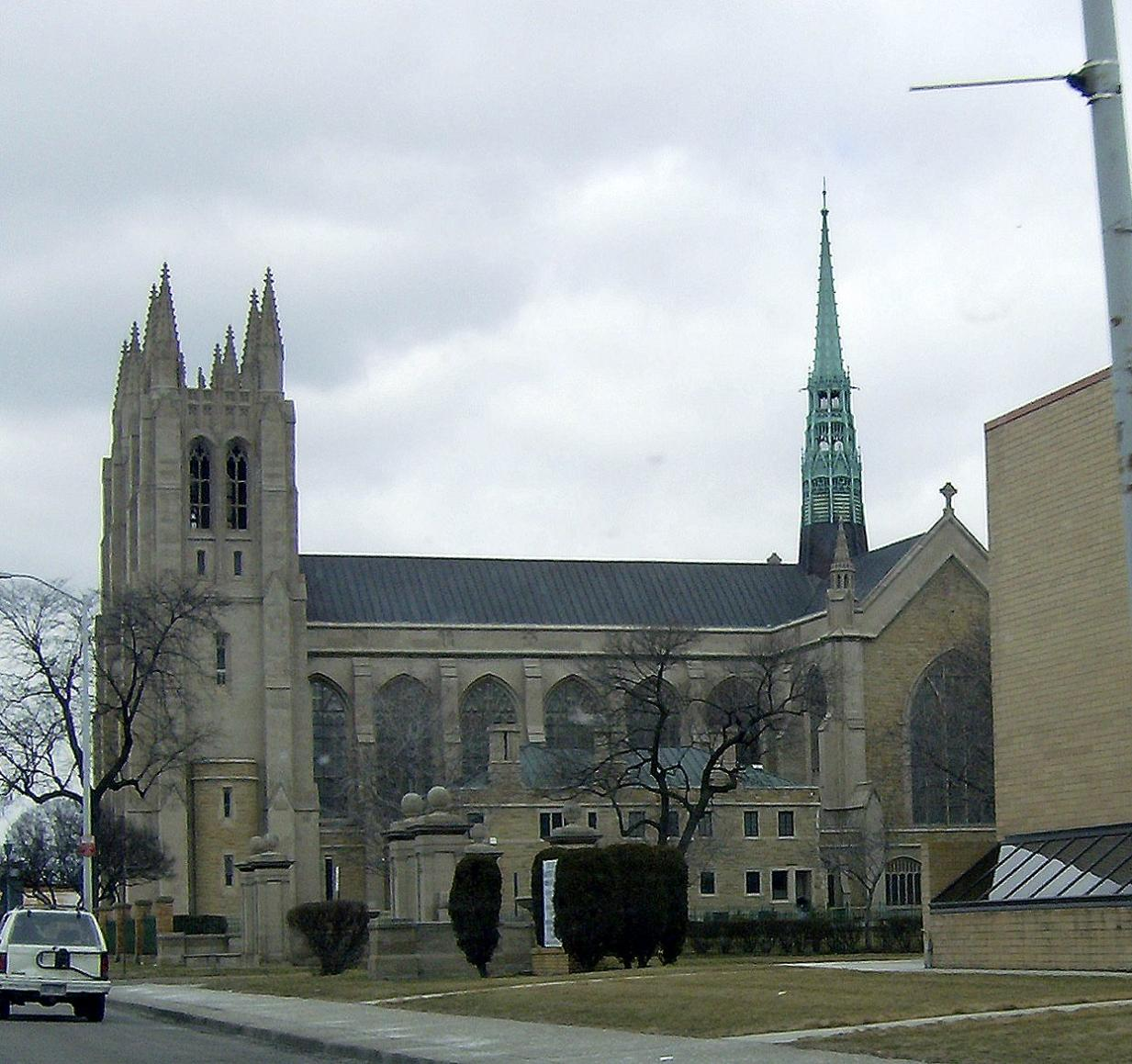
Lateral de la catedral

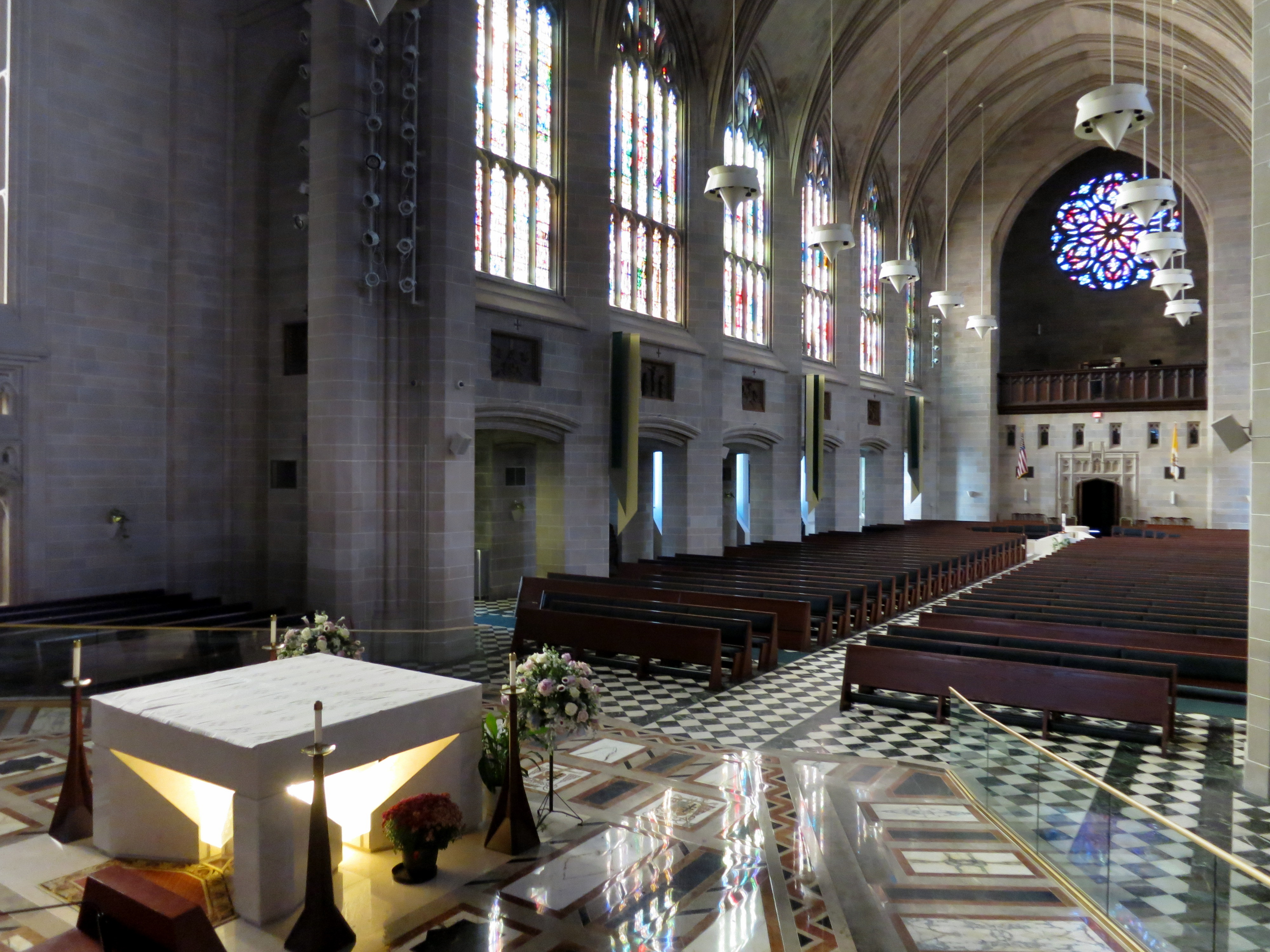
Interior of the cathedral

La catedral del Santísimo Sacramento de Detroit (en inglés: Cathedral of the Most Blessed Sacrament) es una catedral de la Iglesia católica decorada de estilo neogótico en los Estados Unidos. Es la sede del arzobispo de la arquidiócesis de Detroit. La arquidiócesis metropolitana por la provincia eclesiástica de Detroit incluye a todas las diócesis del estado de Míchigan; además, en el 2000, la arquidiócesis aceptó la responsabilidad pastoral para la Iglesia Católica en las Islas Caimán, en la que consiste en la parroquia de San Ignacio en Gran Caimán (la Arquidiócesis de Kingston mantiene una jurisdicción de la misión sui iuris sobre las Islas Caimán). La catedral está localizada en el 9844 la Avenida Woodward en Detroit, Míchigan, cerca de la Universidad de Detroit Mercy, una universidad coeducacional de la Iglesia Católica afiliada a la Sociedad de Jesús (los jesuitas) y a las Hermanas de María. La catedral fue enlistada en el Registro Nacional de Lugares Históricos en 1982. La catedral se encuentra adyacente al Distrito Histórico de Boston-Edison.